# Радбот (Хабсбург)
Радбот (на немски: Radbot; * ок. 985, † 30 юни пр. 1045) е граф в Клетгау и на Хабсбург от 991 до 1045 г. През неговото управление се построяват замък Хабсбург и манастир Мури.

## Живот
Той е вторият син на граф Ланцелин († 991) от Алтенбург и на Луитгард от Тургау или на Лиутгард (Лютгард от Неленбург, * 960). Тя е дъщеря на граф Еберхард III в Тургау. Неговият по-голям брат Вернер I е епископ на Страсбург от 1001 до 1028 г. По-малкият му брат Рудолф I е основател на манастир Отмарсхайм в Горен Елзас.
Радбот наследява собствености в Елзас, Швабия и в Ааргау. Радбот построява замък Хабсбург, който дава името на династията Хабсбурги. Заедно със съпругата си Ита Лотарингска той основава през 1027 г. манастир Мури в Швейцария. Радбот и съпругата му Ита са погребани там пред олтара на църквата.

## Фамилия
Радбот се жени за Ита фон Лотарингия (* 23 юли 995, † сл. 1035), дъщеря на херцог Фридрих I от Горна Лотарингия и Беатрис Френска. Те имат децата:
- Ото I (1015 – 1055), граф в Зундгау
- Албрехт I (1016 – 1055), граф на Хабсбург
- Вернер I (1025 – 1096), граф на Хабсбург
- Рихенза († 27 май 1080), ∞ граф Улрих II фон Ленцбург († сл. 1077)